# 面ファスナー
面ファスナー（めんファスナー）は、面的に着脱できるファスナーである。布に特殊な加工をし、主に衣類用に、再び脱着可能な状態で結合したい場合に用いられる。よく知られる商標として、マジックテープ（Magic Tape）、ベルクロ（Velcro）がある。発明者は、スイス人・エンジニアのジョルジュ・デ・メストラル。

## 歴史

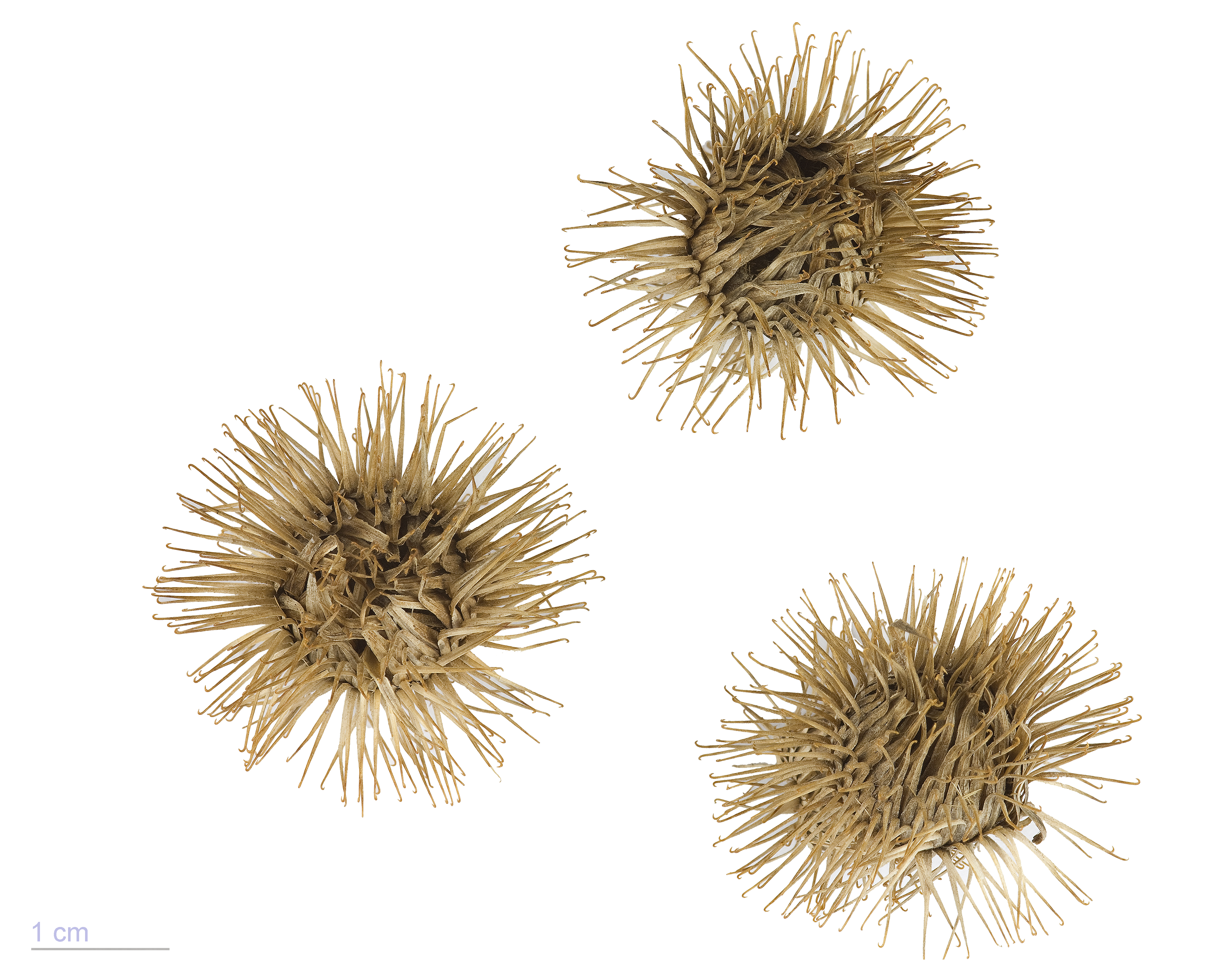
ゴボウの実

面ファスナーは、スイスのジョルジュ・デ・メストラル（George de Mestral）が1941年にアルプスを登山したとき、自分の服や愛犬に貼り付いた野生ゴボウの実にヒントを得て、1948年に研究を開始した。1951年に特許出願し、1955年に認定された。1952年にはスイスにVelcro S.A.が設立され、面ファスナーを生産する一方で、各国企業にライセンスしたり現地法人を設立したりしてベルクロの名で生産させた。

## 名称
日本では、日本ベルクロ（現：クラレ）が「マジックテープ」の商標で1960年から製造・販売し、現在はその子会社であるクラレファスニング（旧：マジックテープ）が製造・販売している。
アメリカで一般的に用いられるベルクロ（Velcro）も商標である。ベルクロはフランス語のvelour（ビロード）+crochet（鉤）の合成語である。商標権者は、1952年にスイスでVelcro S.A.として設立され、現在はアメリカ合衆国ニューハンプシャー州マンチェスターを根拠地とする、ベルクロUSA（Velcro USA）である。
商標でない名称としては、面ファスナー以外にも「パイルアンドフック」があり、軍事関係で用いられている。英語ではhook-and-loop fastenerとも呼ぶが、あまり一般的な名称とはされていない。

## 種類
一般的な面ファスナーは、フック状に起毛された側とループ状に密集して起毛された側とを押し付けるとそれだけで貼り付くようになっており、貼り付けたり剥がしたりすることが自在にできる。それ以外にも、フックとループ両方が植え込まれており、フック面とループ面との区別のないタイプ（フック面とループ面との取り付け間違いが起きない）やマッシュルーム状に起毛されていて結合力が強いクリックタイプ、鋸歯状のシャークバイト（鮫歯）タイプなどのバリエーションがある。

## 欠点
面ファスナーの表面は糸くずなどが付着しやすく、付着物により吸着力を減ずることがあり、常時小まめにそれらを取り除いておく必要がある。長期間使用しているとループ部がフックによって損傷、劣化し、吸着力が落ちていくので適度にループ、フック共に交換するのが望ましい。また材質的に熱に弱く、アイロンを当てる時に変形して吸着しなくなる危険性がある。

## 利用例
一般衣料品・雑貨
着脱の利便性やサイズ調整の柔軟性などの高さから、衣服や靴、バッグ、財布などの留め具として広く採用されていれる。特に小児向けには多用され、靴紐を自ら結ぶことが困難であることや解けた靴紐を踏むことによる転倒事故を防げることから、小児用運動靴への需要が高い。このことから面ファスナーを使用した靴は「子供が履くもの」というイメージがあり、かつては成人向け運動靴にはあまり用いられなかったが、2010年代頃からファッション性を備えた面ファスナーを用いたスニーカーが発売され定着している。
スポーツ用品
サッカーの脛当ての留め具など、目立たない部分では広範囲に利用されている。しかしスポーツ用シューズにおいては、靴紐を用いた方がより細かな調整が可能なことや、前述の一般用靴と同様に「子供向け」とのイメージがあることなどにより、トップレベル選手の競技用には面ファスナーがあまり用いられていなかった。ただしこれも2010年代頃から機能性を備えた製品が発売されており、高校野球で面ファスナーを用いたスパイクが採用されたり、プロ野球選手でも外野手が守備用（人工芝用）と打撃用（土用）を容易に履き替えられるように面ファスナーを用いたスパイクを着用したりする例がある。
医療器具
着脱の利便性やサイズ調整の柔軟性などの高さから、けが人や身体障害者の四肢固定用器具、車椅子からの落下防止ベルト、血圧測定器など、主に身体を固定する用途で広く用いられている。
フランス軍、警察、国家憲兵隊の服及び装備
フランス軍は1970年代より階級章に面ファスナーを使用している。その使用方法も面ファスナーに階級章のテープを直接縫い付けるという単純な物である。この階級章は胸の中央に張り付ける方式で、フランスが世界で初めて採用した。21世紀に入り米陸軍がこの方式に追随した。1990年代に入り、部隊章の背面が面ファスナーとなった。フランス軍における面ファスナー使用方法としては世界に類をみないサスペンダーの背中側である。背中側のループが面ファスナーになっており着脱を簡単にしたのだが、安定性が悪くて兵隊たちはビニールテープや靴紐で動かないように固定している。
アメリカ陸軍の戦闘服
従来、国籍章、階級章、部隊章、名前などのワッペンはミシンで戦闘服に縫い付けられていた。戦闘服はその性格上頻繁に洗濯されるが、丈夫な戦闘服は頻繁な洗濯に耐えてもワッペンが傷みやすく、ワッペンを取り替える手間とコストがかかってしまう。現代のアメリカ陸軍戦闘服においては、洗濯時にワッペンだけを取り外せるように、ワッペンは面ファスナーで戦闘服に貼り付けるようになっている。この影響を受けて、世界各国の戦闘服にも各部分に採用される傾向が強くなってきている。日本では自衛隊の戦闘服も現在は面ファスナーが多用されている。
宇宙機
NASAで宇宙用の面ファスナーが開発され、広く使用されている。アポロ宇宙船では無重量の宇宙空間で物を壁や計器板に固定しておくのに使われた。また、無人機の外側を覆う断熱シートなどを留めるためにも使われている。
特撮のスーツ
面ファスナーが一般に普及するまでは、怪獣やヒーローの着ぐるみの多くは背面部の線ファスナーのみで脱着を行っていた。しかし、背面が映る構図やアクションを行うとファスナーが写ってしまい、着ぐるみであることが明確になってしまうためにリアリティを損なうことがあった。他にも汗や土などでファスナーが劣化する、開閉タブ（ツマミ）が破損してしまう、などで開閉が困難になったりすることも往々にあり、取り扱いの面倒なものであった。面ファスナーはその点において優れた製品であった。